# قناة 14 (إسرائيل)
قناة 14 أو عخشاف 14 (سابقًا قناة 20) (بالعبرية: ערוץ 20‏) هي قناة تلفزيونية تجارية إسرائيلية تستهدف الجمهور اليهودي الصهيوني في إسرائيل و في كل أنحاء العالم.

## البث
بدأت القناة 20 البث في 30 يونيو 2014.

## روابط خارجية
- الموقع الرسمي
 باللغة العبرية
- مقابلة مع رئيس القناة موتي سكلار في TLV1